# Arthur Lydiard

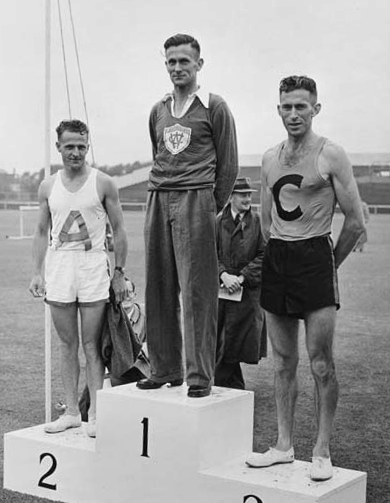
Arthur Lydiard (links) bei der Siegerehrung der neuseeländischen Marathonmeisterschaften 1949

Arthur Lydiard (* 6. Juli 1917 in Auckland, Neuseeland; † 11. Dezember 2004 in Houston, Texas, USA) war ein neuseeländischer Leichtathletiktrainer, der insgesamt 17 Mittel- und Langstreckenläufer zu olympischen Medaillen führte. Er begründete die Methode des Ausdauertrainings, die er auch für den Freizeit- und Gesundheitssport propagierte. 1961 gründete er in Neuseeland den ersten Jogging-Klub. Von dort gelangte die Idee des Joggings zunächst in die USA und später in die ganze Welt. Lydiard behandelte auch Herzinfarkt-Patienten durch Ausdauerläufe.

## Erfolge

### Sportlerkarriere
Arthur Lydiard nahm ab Mitte der 1940er-Jahre zusammen mit seiner Frau Anna Kassim an kleineren Langstreckenläufen teil. Von 1949 bis 1955 war er ein bekannter Marathonläufer in Neuseeland, danach beendete er seine Sportlerlaufbahn. Mit seinem ersten Marathonlauf 1949 (3:30:07 h) gewann er die Meisterschaft der Region Auckland, zweimal wurde er neuseeländischer Meister, 1953 (2:41:29 h) und 1955 (2:42:34 h). Seinen schnellsten Marathon lief er in 2:39:05 h. Da er während seiner späteren Tätigkeit als Trainer oft mit seinen Läufern zusammen trainierte, gelang ihm noch im Alter von 61 Jahren bei einem Marathonlauf eine Zeit unter drei Stunden (2:58:58 h).

### Trainertätigkeit
Neben seiner Arbeit als Schuhmacher und Milchzusteller leitete er seit Ende der 1940er-Jahre neuseeländische Mittel- und Langstreckenläufer an.
Lydiard wurde als Lauftrainer schlagartig berühmt, als während der Olympischen Spiele 1960 in Rom von ihm betreute Sportler innerhalb einer halben Stunde zweimal Gold für Neuseeland holten: Zunächst Peter Snell über 800 m und im unmittelbar darauf folgenden Wettbewerb Murray Halberg über 5000 m. Ein weiterer Sportler aus der Läufergruppe von Arthur Lydiard, Barry Magee, wurde Dritter im Marathonlauf.
Bei den Olympischen Spielen 1964 in Tokio gewannen von ihm trainierte Sportler weitere drei Medaillen – Peter Snell zweimal Gold (800 m, 1500 m) und John Davies Bronze über 1500 m.
In späteren Jahren trainierte Lydiard nicht mehr einzelne Sportler, sondern gab seine Methode in Trainerseminaren weiter. Auf seine 19-monatige Tätigkeit 1967 bis 1969 in Finnland zurückgeführt werden die vier Medaillen der Finnen Lasse Virén, Pekka Vasala und Tapio Kantanen bei den Olympischen Sommerspielen 1972 in München (dreimal Gold, einmal Bronze).
Arthur Lydiard war Olympiatrainer Dänemarks 1972 sowie Nationaltrainer Venezuelas 1970 und 1972 und Mexikos 1965.

## Lydiards Methode
Seine Erkenntnisse gewann Lydiard vorwiegend in Selbstversuchen, bei denen er mit extrem langen Strecken experimentierte – 80 bis 400 Kilometer wöchentlich.
Daraus entwickelte er den Kern seiner Methode – ein mehrere Monate langes aufbauendes Ausdauertraining in einem hohen Lauftempo im sogenannten Steady State, dem Tempo, das der Läufer gerade noch längere Zeit ohne Erschöpfung durchhalten kann. Für optimal hält Lydiard einen Wochenumfang von 160 Kilometern. Zweck dieses Trainings ist eine radikale Steigerung der Sauerstoffversorgung in den Muskeln durch Bildung neuer, feinster Ader-Verzweigungen (Kapillarisierung). Damit schafft er die Grundlage für eine hohe Sauerstoffschuld im Wettkampf, d. h. schnelleres Laufen, als die bloße Sauerstoffversorgung in den Muskeln erwarten lässt.
Im Trainings-System folgt den langen Ausdauerläufen ein vier- bis sechswöchiges Hügeltraining und schließlich eine ca. zwölfwöchige Wettkampfvorbereitung durch Tempoläufe und Sprintserien. In allen Phasen wird das Ausdauertraining, also Laufen langer Strecken, nie ganz aufgegeben. Im Hügeltraining sah Lydiard einen der wesentlichen Unterschiede zu anderen Formen von Ausdauertraining wie z. B. dem von Ernst van Aaken. Im Hügeltraining (Berghochspringen im Wechselschritt) wird nicht nur die extreme Laktattoleranz trainiert, sondern vor allem Bewegungsökonomie unter den Bedingungen totaler Übersäuerung. Durch das gezielte Ansteuern unterschiedlicher Komponenten des Trainings in unterschiedlichen Zyklen gilt Lydiard auch als Erfinder des Blocktrainings, auch wenn er diesen Begriff nicht verwendete. Durch die von ihm verwendete Periodisierung des sportlichen Trainings waren Läuferinnen/Läufer, die sich 1972 mit seiner Methode auf die Olympischen Spiele vorbereiteten, die mit Abstand erfolgreichsten.
Die bis in die Gegenwart anerkannte Ausdauermethode von Lydiard überraschte in den 1960er-Jahren die Sportwelt, denn bis dahin beherrschte die Intervallmethode den Mittel- und Langstreckenlauf, die durch den tschechoslowakischen Läufer Emil Zatopek in den 1940er- und 1950er-Jahren berühmt geworden war.
Eine andere Ausdauer-Trainingsmethode hatte in den 1950er-Jahren der deutsche Arzt Ernst van Aaken entwickelt. Im Unterschied zum Lydiard-System wird dort nur in niedrigen Geschwindigkeiten trainiert. Nur am Ende einer jeden Trainingseinheit gibt es bei van Aaken einen Tempolauf („Crescendo“) bis zur Maximalgeschwindigkeit.

## Zitate
- „Der Beginn des Lauftrainings ist sehr einfach: Laufen Sie fünf Minuten lang in lockerem Tempo, wenden Sie und laufen Sie zurück. Wenn Sie für den Rückweg länger als fünf Minuten benötigen, weil Sie das Tempo nicht halten können, haben Sie Ihre aerobe Schwelle überschritten und sind in einen anaeroben Zustand gewechselt. Beim nächsten Lauf sollten Sie darauf achten, dass Sie das Tempo reduzieren und den Lauf so beenden, wie Sie ihn begonnen haben.“[3]

- „Die schnellste Methode, einen plötzlichen Leistungssprung hervorzurufen, ist das Hart-Leicht-Hart-Leicht-System. Dieses System besagt, dass auf jeden längeren Lauf ein kürzerer, weniger intensiver Lauf folgen muss, um Ihrem Körper zu ermöglichen, sich an die neuen Anforderungen ... anzupassen.“[4]

- „Im Rahmen meines so genannten Marathontrainingsystems laufen die Sportler kontrolliert 160 Kilometer pro Woche. Hinzu kommen weitere 160 Kilometer an regenerativem Jogging, wenn die Zeit und der Wille vorhanden sind.“[5]

- „Auf diese Weise war ich mit einer Gruppe von Läufern aller Strecken in der Lage, alle nationalen Titel vom 800-Meter-Lauf bis hin zum Marathonlauf anzustreben und letztendlich auch zu gewinnen. Dies schaffte ich Jahr für Jahr über einen Zeitraum von mehr als zehn Jahren.“[6]